# 多加野村
多加野村（たかのむら）は、兵庫県加西郡にあった村。現在の加西市の北東端にあたる。

## 地理
- 河川：万願寺川

## 歴史
- 1889年（明治22年）4月1日 - 町村制の施行により、和泉村・河内村・山田村・野上村・池上村・西野々村・島村・満久村・馬渡谷村・大工村・鍛冶屋村・油谷村・田谷村・国正村・小印南村・青野村の区域をもって発足。
- 1955年（昭和30年）3月1日 - 西在田村・在田村と合併て泉町が発足。同日多加野村廃止。

## 交通

### 道路
現在は旧村域を中国自動車道が通過するが、当時は未開通。